# Kemenesmihályfa
Kemenesmihályfa é um município da Hungria, situado no condado de Vas. Tem 17,81 km² de área e sua população em 2015 foi estimada em 497 habitantes.